# Manosque
Manosque (okzitanisch Manòsca) ist eine französische Gemeinde mit 22.807 Einwohnern (Stand 1. Januar 2022) im Département Alpes-de-Haute-Provence in der Region Provence-Alpes-Côte d’Azur. Sie gehört zum Arrondissement Forcalquier.

## Geographie
Manosque liegt im Südwesten des Départements Alpes-de-Haute-Provence am rechten Ufer der Durance. Die Stadt liegt im Regionalen Naturpark Luberon und grenzt an den benachbarten Regionalen Naturpark Verdon, mit dem sie als Zugangsort assoziiert ist.

## Geschichte
Die Invasion und Plünderung der Stadt durch die Sarazenen um das Jahr 900 ist das erste erhaltene schriftliche Zeugnis der Geschichte der Stadt. Dennoch weiß man über die Herkunft der Stadt ein wenig mehr: Es ist bekannt, dass sie zu römischer Zeit bereits existierte.
Es scheint, dass der Name der Stadt kelto-ligurischer aus dem Stamm man von „Berg, Hügel“ herrührt und die Endsilbe asq „Leute, die hier leben“ bedeuten.
Das erste urkundlich erwähnte Ereignis in Manosque ist die Besetzung der Stadt durch die Sarazenen. Während dieser Zeit flüchteten die Bewohner in die fünf benachbarten Dörfer, unter denen „Le Château“ auf dem Mont d’Or und „Toutes-Aures“ auf dem gleichnamigen Hügel die wichtigsten sind.
Im Mittelalter war Manosque in vier Viertel geteilt: les Ebréards, le Palais, les Payans et les Martels.
Das Wappen von Manosque schmücken vier Hände unter der Devise „Omnia in manu dei sunt“ (Alles ist in Gottes Hand).
Von Januar bis Mai 1940 befand sich in einem Kino ein Sammellager für unerwünschte oder feindliche Ausländer. 124 Männer waren dort interniert. Einige jüngere Internierte wurden zwischen Februar und Mai nach Volx abkommandiert, wo sie Küchendienste für französische Soldaten leisten mussten.

## Wirtschaft
Der größte Arbeitgeber der Stadt ist der Kosmetikkonzern L’Occitane en Provence.

## Bevölkerungsentwicklung
| Jahr                       | 1962   | 1968   | 1975   | 1982   | 1990   | 1999   | 2006   | 2018   |
| -------------------------- | ------ | ------ | ------ | ------ | ------ | ------ | ------ | ------ |
| Einwohner                  | 10.080 | 16.281 | 19.150 | 18.760 | 19.107 | 19.603 | 21.162 | 22.485 |
| Quellen: Cassini und INSEE |        |        |        |        |        |        |        |        |

## Sehenswürdigkeiten

### Stadttore
Die von modernen Industrieansiedlungen umgebene Altstadt hat die Form einer Birne und besaß ursprünglich vier Stadttore:
- Porte Saunerie (Salztor) im Süden, romanisch von 1382 (Lage →)
- Porte Soubeyran im Norden aus dem 14. Jahrhundert, dessen Turm 1830 errichtet wurde (Lage →)
- Porte Guillempierre im Westen war zerstört und wurde kürzlich rekonstruiert
- Porte d’Aubette im Osten zerstört

Die Boulevards geben den Verlauf der ehemaligen Stadtmauer wieder, wovon wenige Reste zeugen.

### Kirchen
Die Altstadt von Manosque besitzt zwei Kirchen:
Die romanische Kirche Notre-Dame de Romigier mit Renaissanceportal liegt am Place de l’Hôtel de Ville . Sie wurde erbaut, wo man die ersten Besiedlungsspuren der Stadt aus dem 3. Jahrhundert vorgefunden hatte. Die Kirche wurde urkundlich erstmals erwähnt gegen Ende des 10. Jahrhunderts. Sie wurde im 13. Jahrhundert errichtet und im 14., 17. und 19. Jahrhundert wiederaufgebaut. Sie war bis zum 12. Jahrhundert die einzige Pfarrkirche des Ortes. Seit dem 3. Mai 1966 ist sie als Historisches Monument klassifiziert. Die Kirche besitzt ein Renaissance-Portal. Das romanische Kirchenschiff wurde im 12. Jahrhundert umgebaut, gleichzeitig wurden die Seitenschiffe hinzugefügt. Als Altar dient ein „Sarkophag“ namens L’Anastasis aus Carrara-Marmor vom Ende des 4./Anfang des 5. Jahrhunderts, der Darstellungen der Apostel zeigt. Der Sarkophag wurde am 25. Januar 1898 als Historisches Monument klassifiziert. Er wird der Werkstatt von Guy Barruol aus Arles zugesprochen. Als Hochrelief wird der Himmel durch Sterne symbolisiert, unter dem die zwölf Apostel das Zeichen der Auferstehung anbeten, das „Kreuz der Anastasis“ (der Auferstehung). Dieses Kreuz trug eine Krone, ist aber im Zuge einer Restaurierung des Grabes verschwunden.
Man sieht auch in einem ikonenähnlichen Bild eine sitzende, vorromanische Schwarze Madonna als Darstellung der Notre Dame de Romigier. Das Bild stammt aus dem 11. Jahrhundert und ist eines der ältesten in Frankreich, es wurde 1902 als Historisches Denkmal klassifiziert. Das Steinkreuz ist ein Grabkreuz aus dem Beginn des 16. Jahrhunderts (1516) und war in unmittelbarer Nähe zur Kirche im Boden eingesetzt. Anfang des 19. Jahrhunderts fand es einen neuen Platz in der Kirche. Ursprünglich stand das Kreuz im rechten Winkel zur Kirchenmauer, wurde dann aber parallel zu ihr umgesetzt, weil man eine makabre, aber auch malerische Ansicht verbergen wollte: Auf einer (sichtbaren) Seite trägt es das Bild der Gottesmutter, auf der anderen Seite des Gekreuzigten, dessen Füße auf einem Schädel ruhen.
Sonstige Sehenswürdigkeiten sind das vergoldete Altarbild und die Buntglasfenster im Chor von 1991.

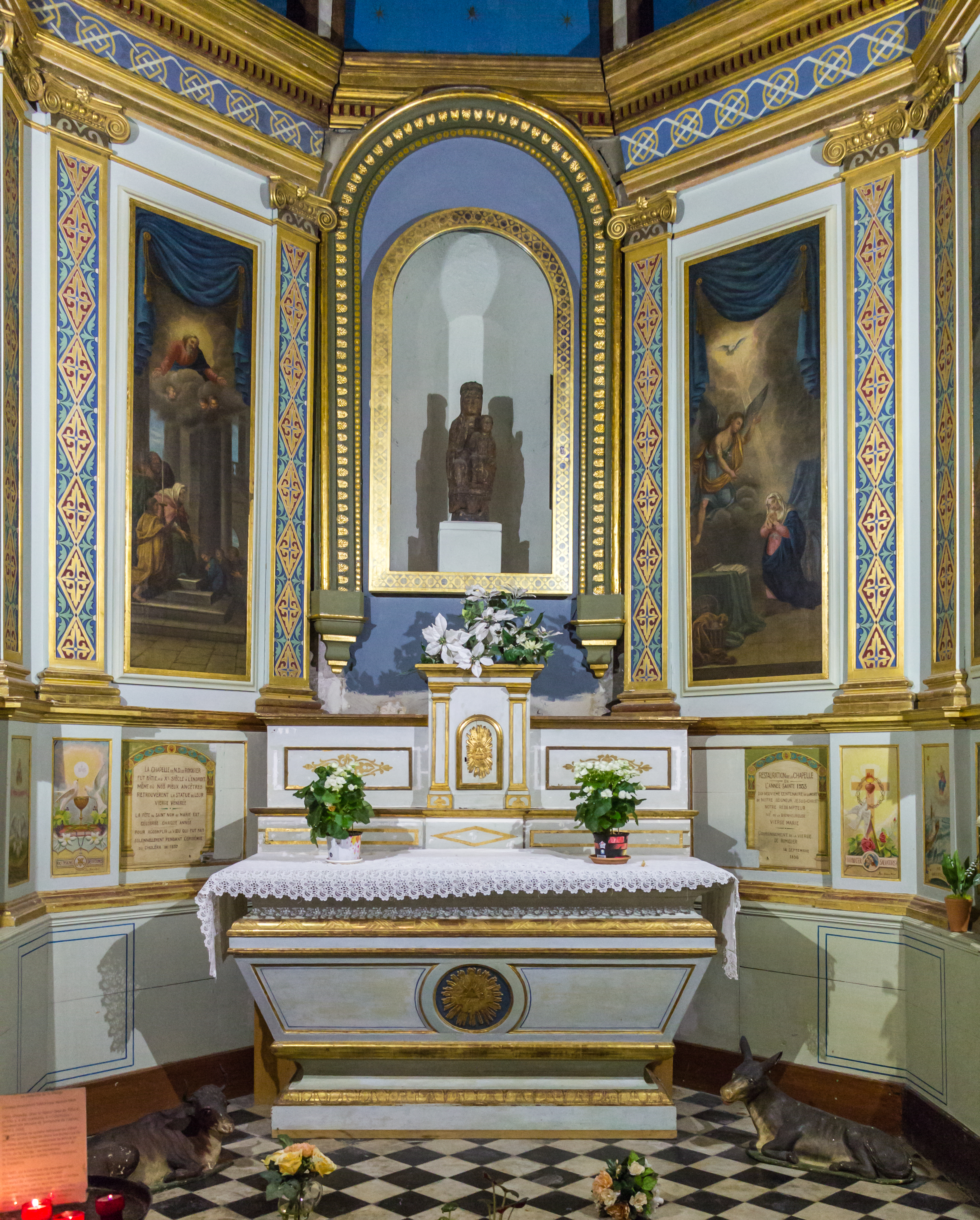
Altarbereich
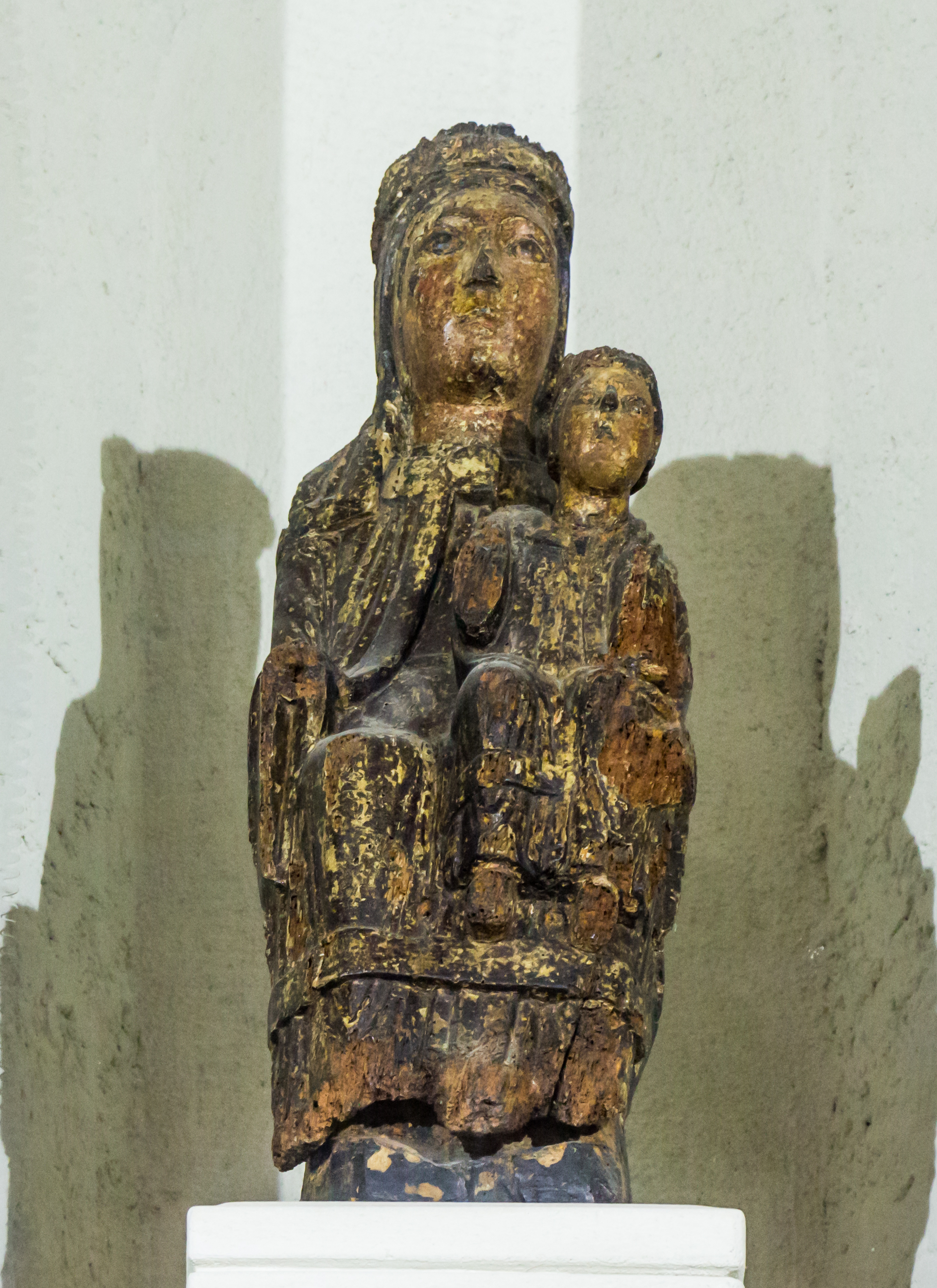
Die Schwarze Madonna
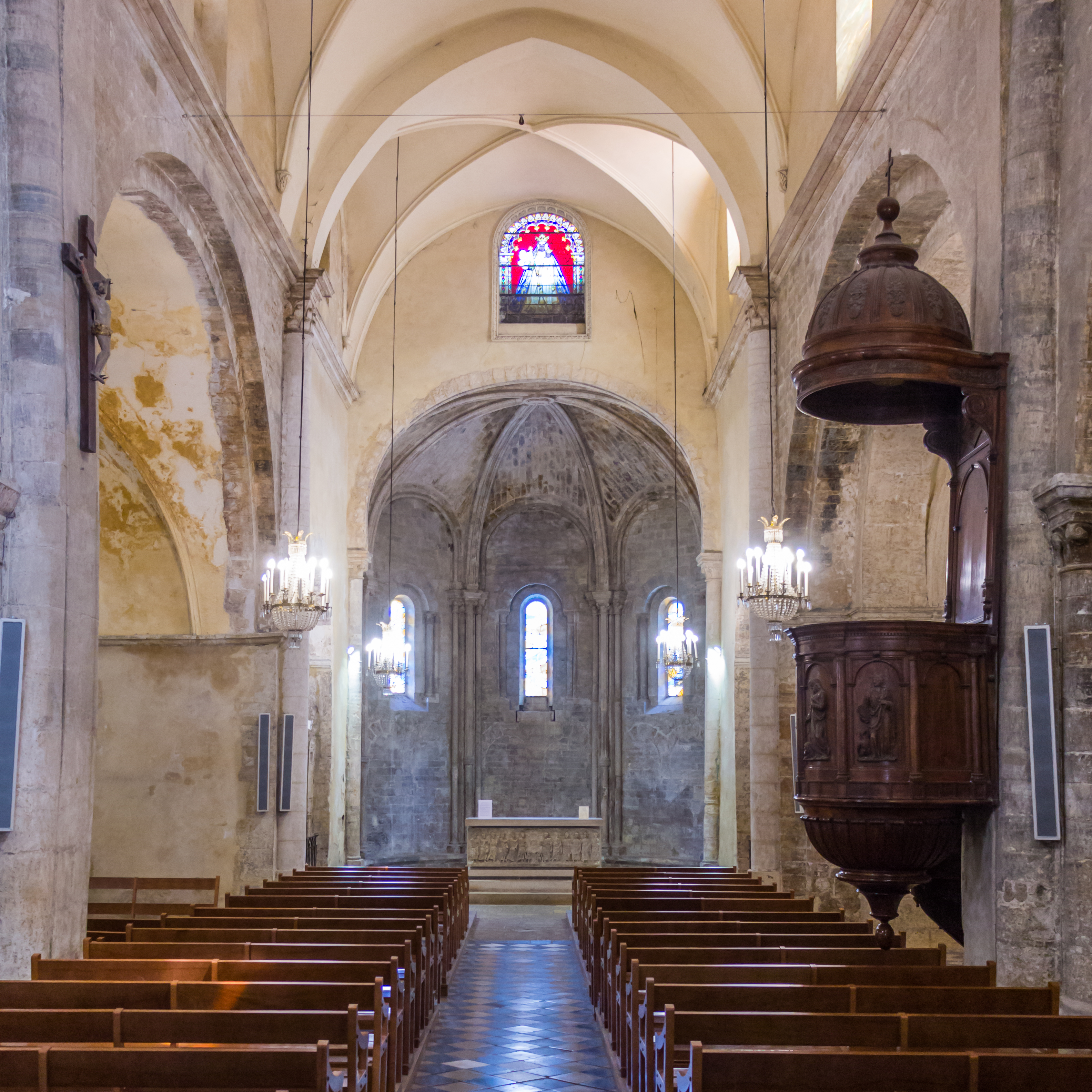
Blick zum Altarraum
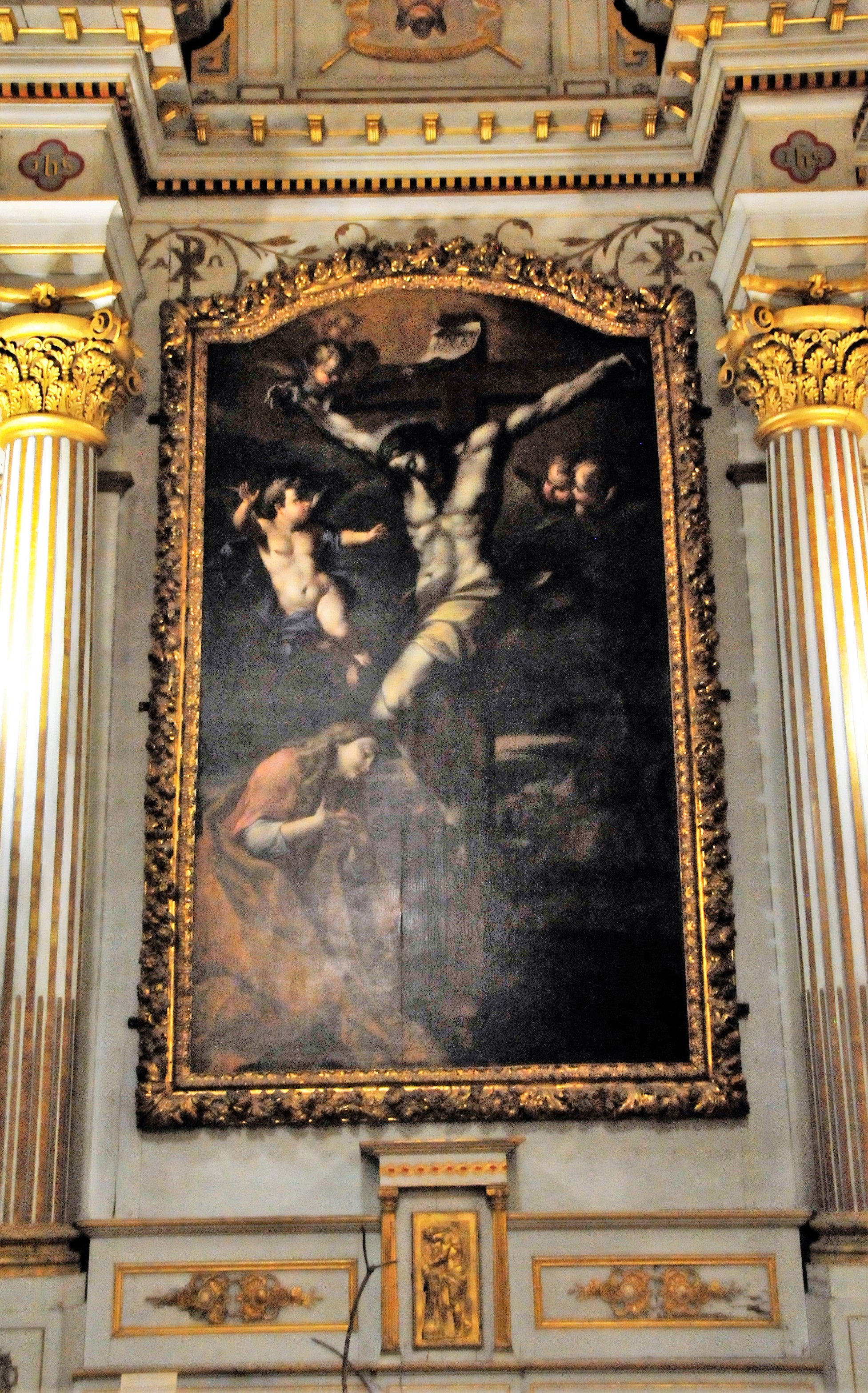
Ein Wandgemälde
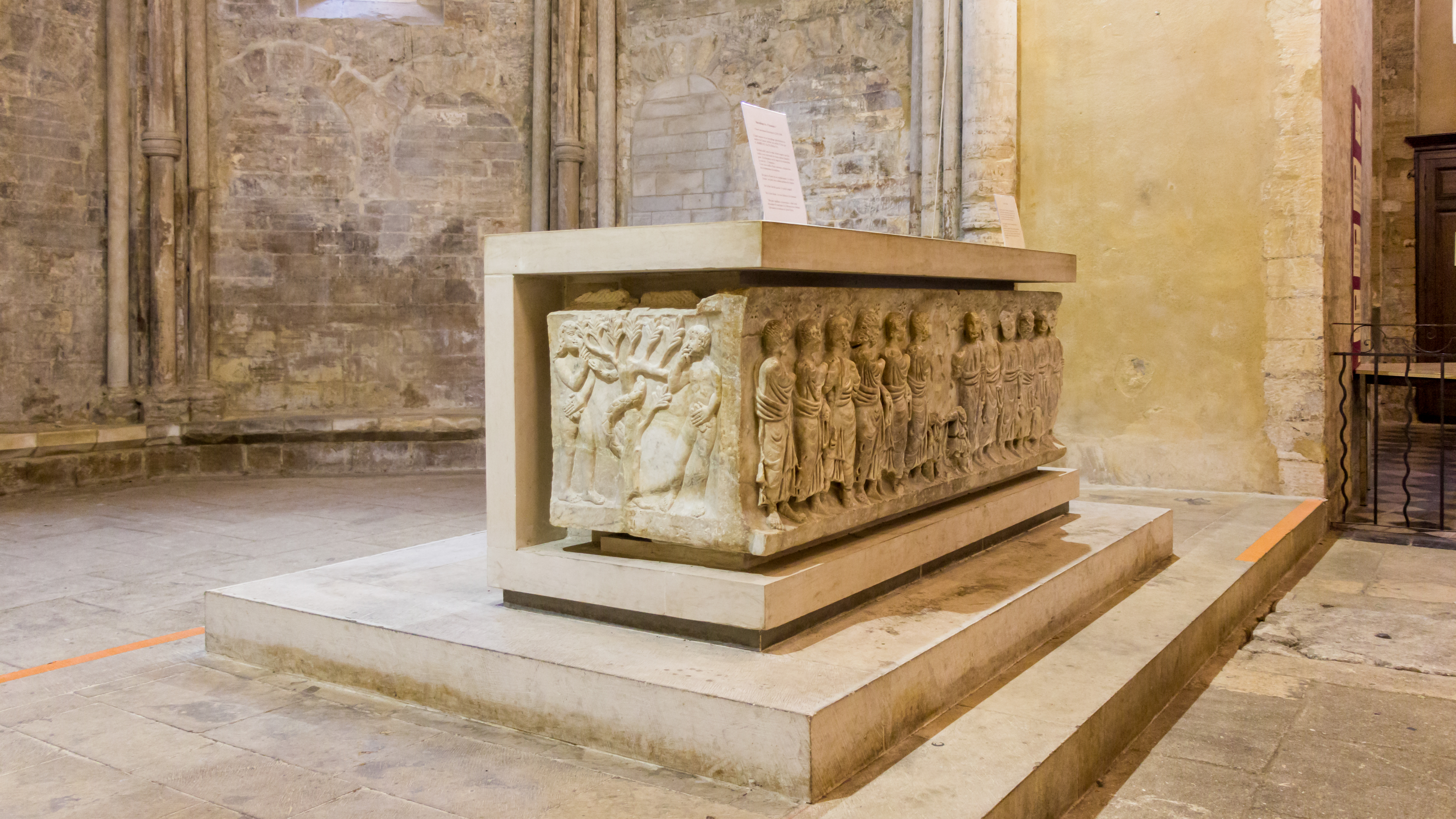
Der als Altar verwendete Sarkophag
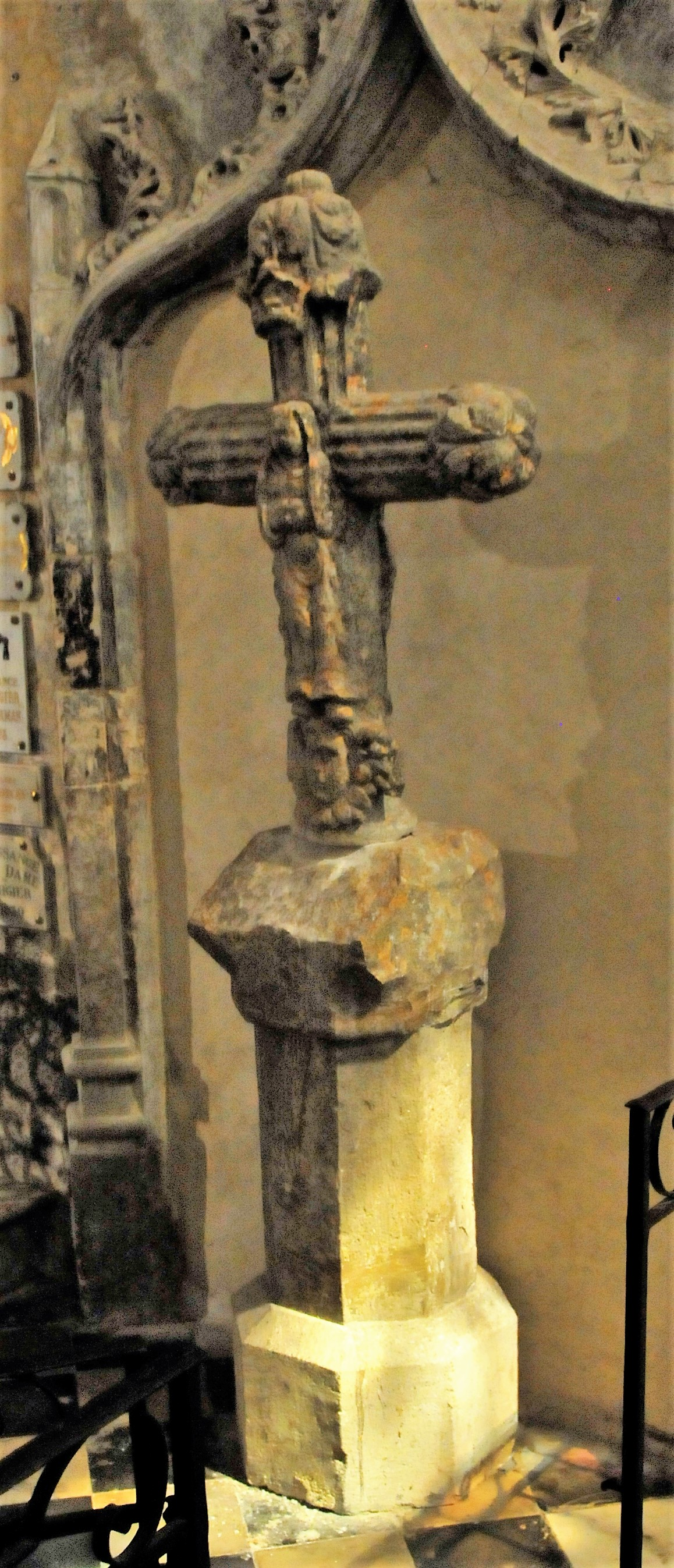
Das steinerne Kreuz

Die Kirche Saint-Sauveur mit gotischem Portal und romanischem Schiff (Lage →) ist seit dem 11. Juli 1975 als „Historisches Monument“ klassifiziert. Sie war im Mittelalter die zweite Pfarrkirche von Manosque. Die Grundsteinlegung erfolgte im Jahre 1179, der Bau jedoch erst spät (13.–14. Jahrhundert). 1372 feierte man die Einweihung. Die Kirche ist 40,10 m lang und 23,70 m breit. Das Kirchenschiff hat ein geripptes Dach mit einer achteckigen Kuppel. Die Orgel der Kirche stammt aus dem Jahre 1625 und wurde von den Gebrüdern Meissonnier aus Avignon neben der Kanzel errichtet. Der Preis betrug 400 Livre tournois. Sie hatte 473 Orgelpfeifen. 1663 und 1812 wurden Überarbeitungen fällig. Der bekannte Mailänder Orgelbauer Lodovico Piantanida überholte sie im Jahre 1815. Die letzte Restaurierung erfuhr die Orgel im Jahre 2006. Eine architektonische Besonderheit ist die Kirchturmspitze. Sie ist eine der am kunstvollsten ausgearbeiteten Werke im Mittelmeerraum. Sie datiert von 1725 und ist ein Werk des ortsansässigen Künstlers Guillaume Rounard de Rians. Das Werk war ursprünglich für das alte Rathaus gedacht, wurde jedoch 1868 auf den Kirchturm installiert, als das Rathaus abgerissen wurde.

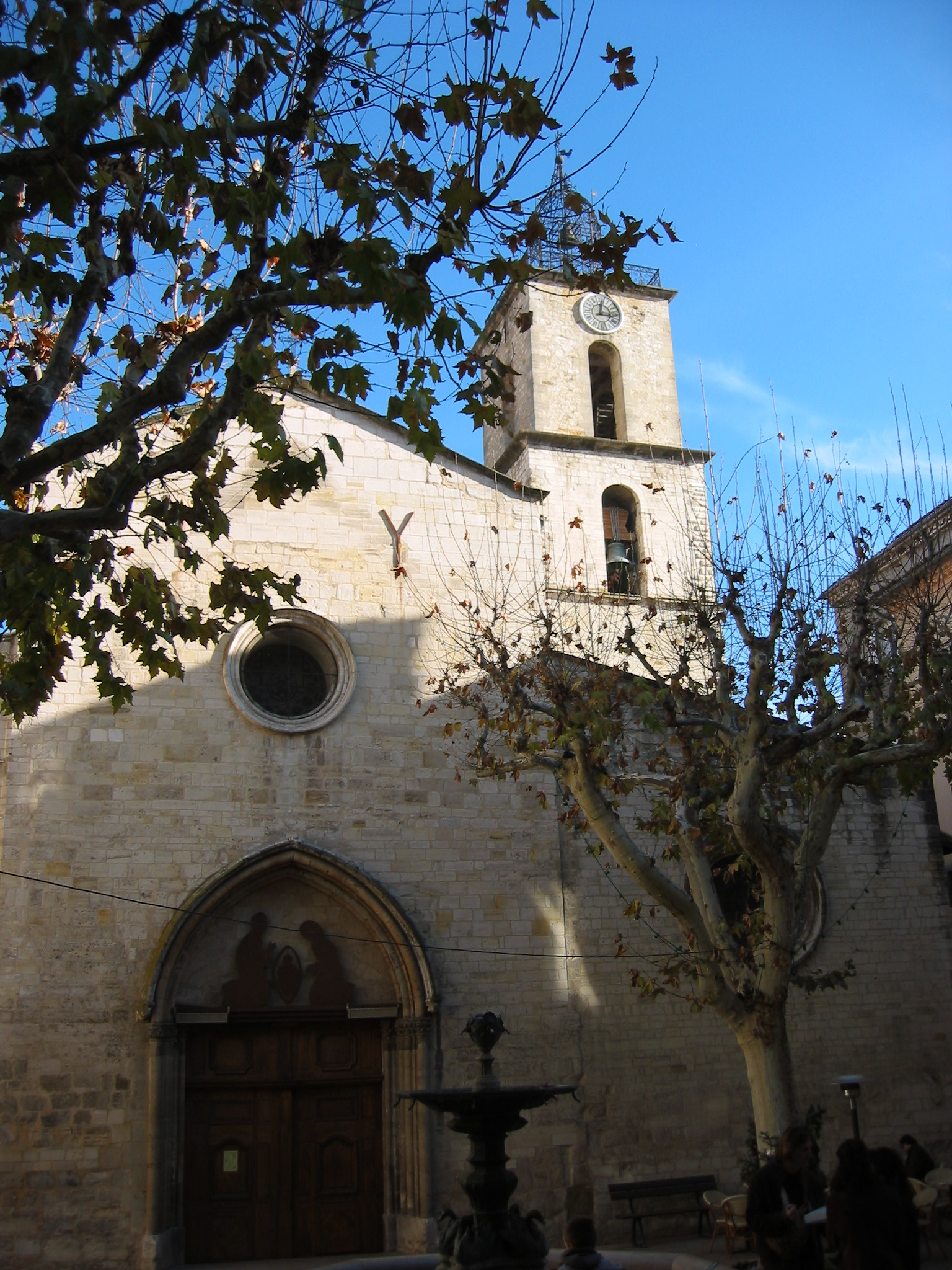
Kirche Saint Sauveur
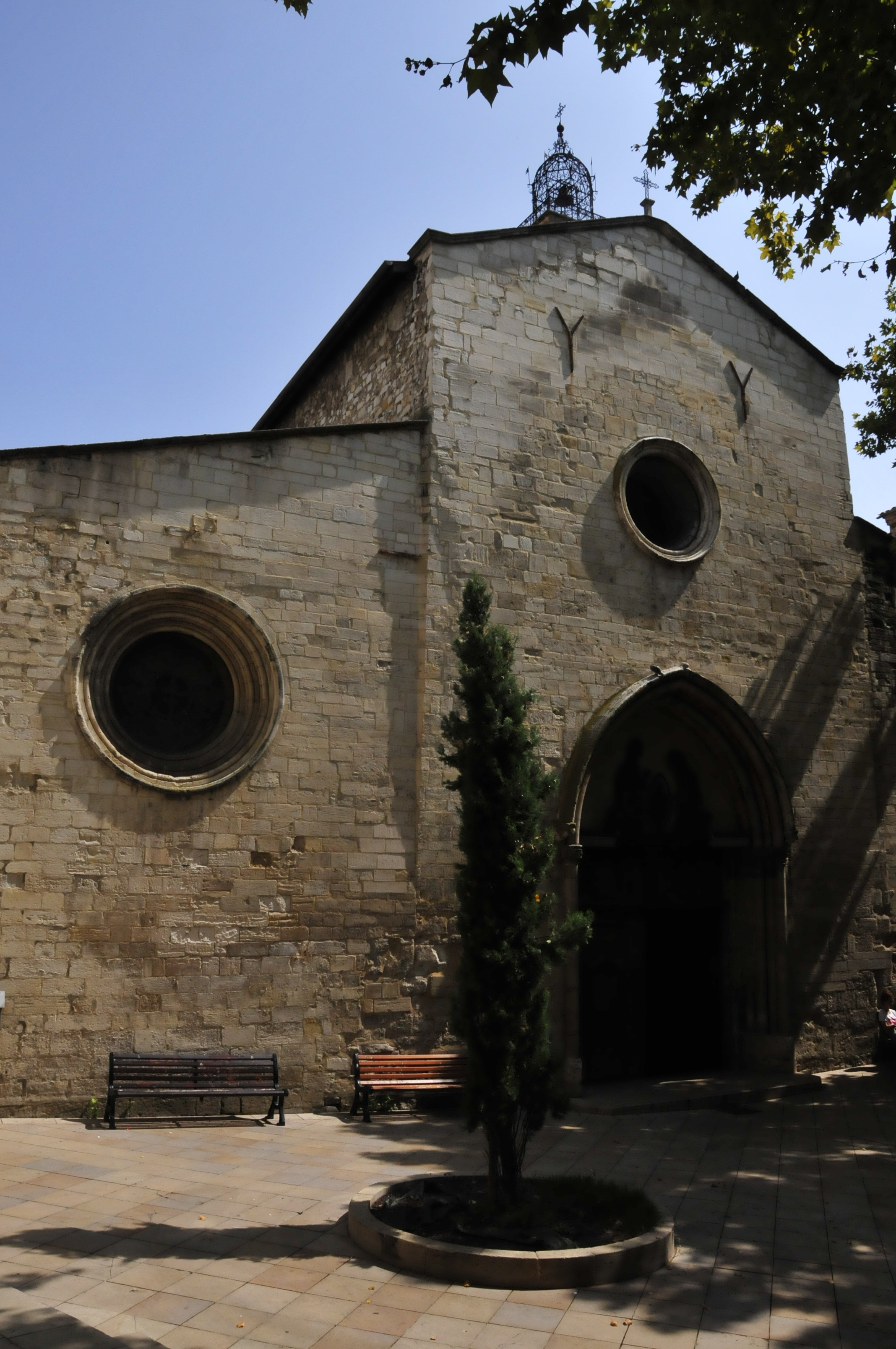
Kirche Saint Sauveur
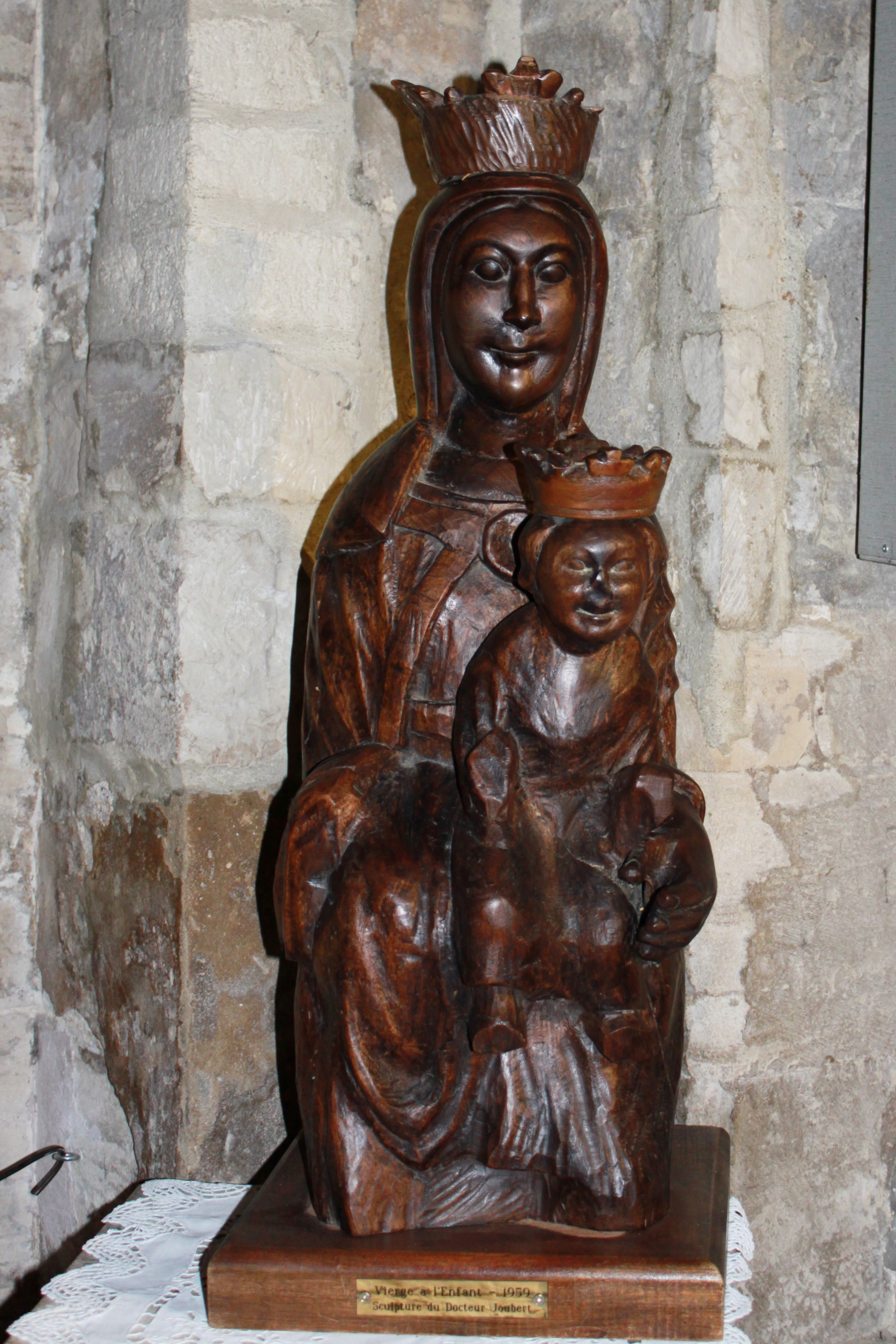
Skulptur einer Schwarzen Madonna
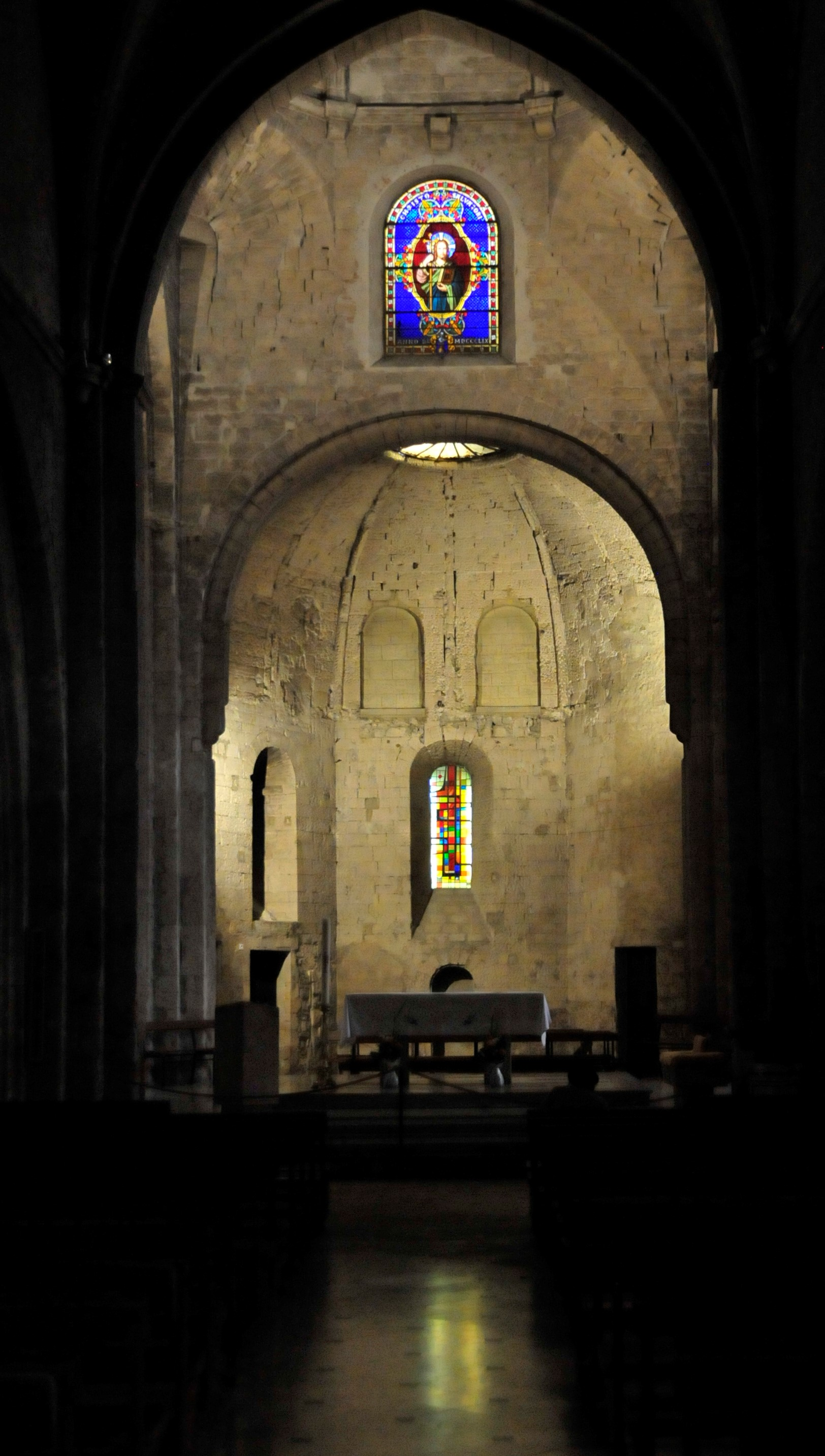
Inneres
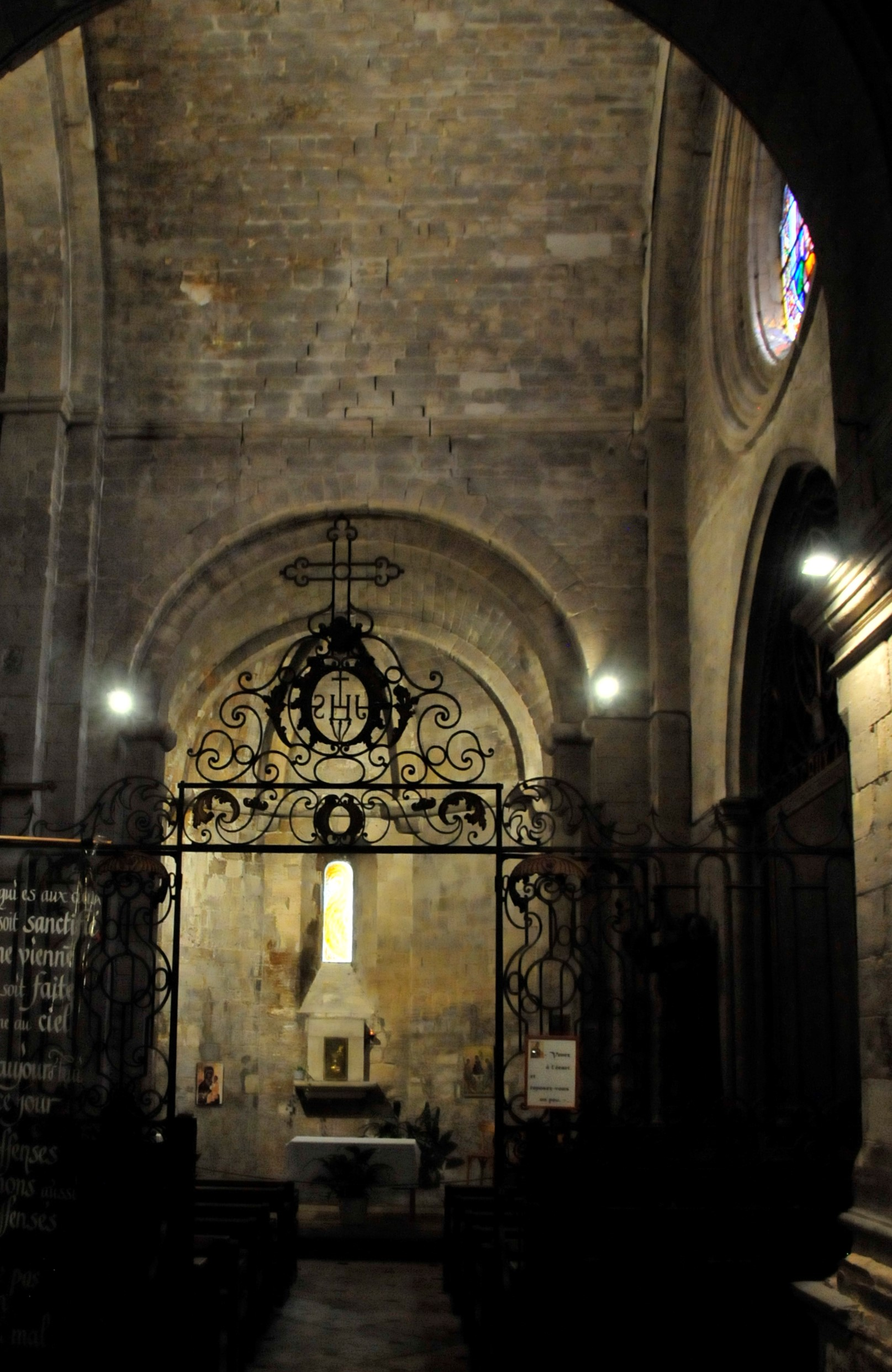
Seitenschiff
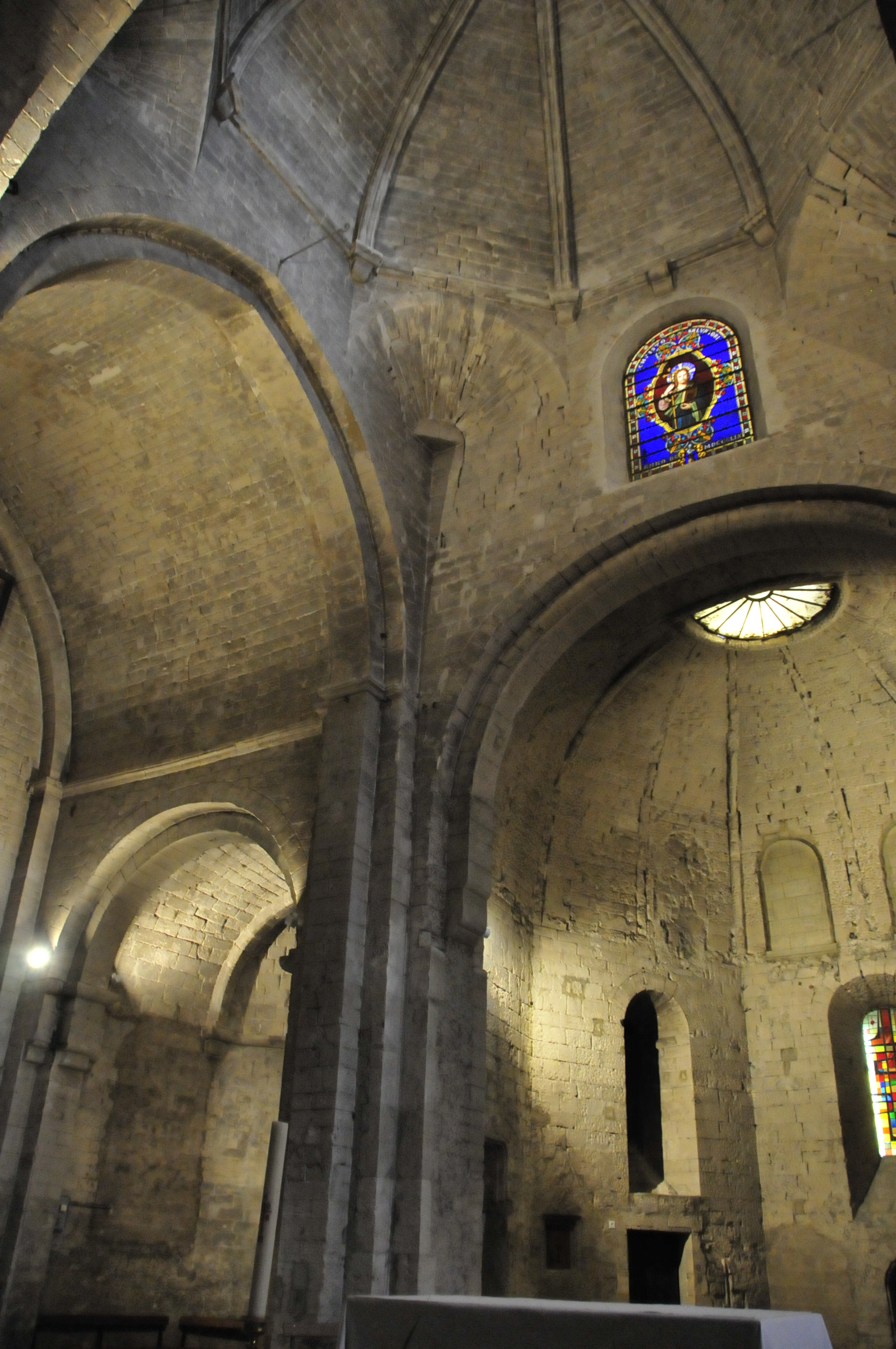
Blick nach oben
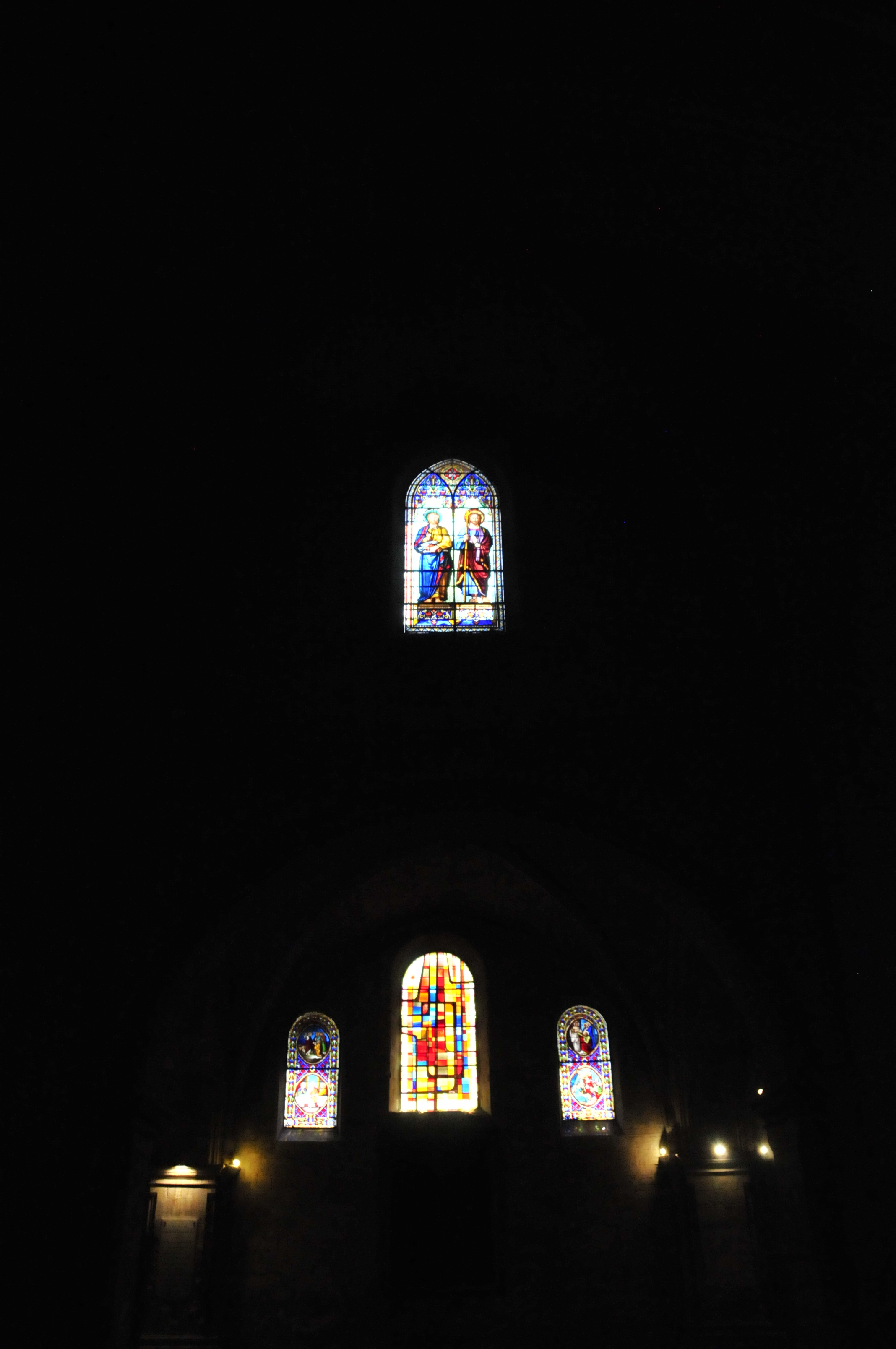
Glasfenster
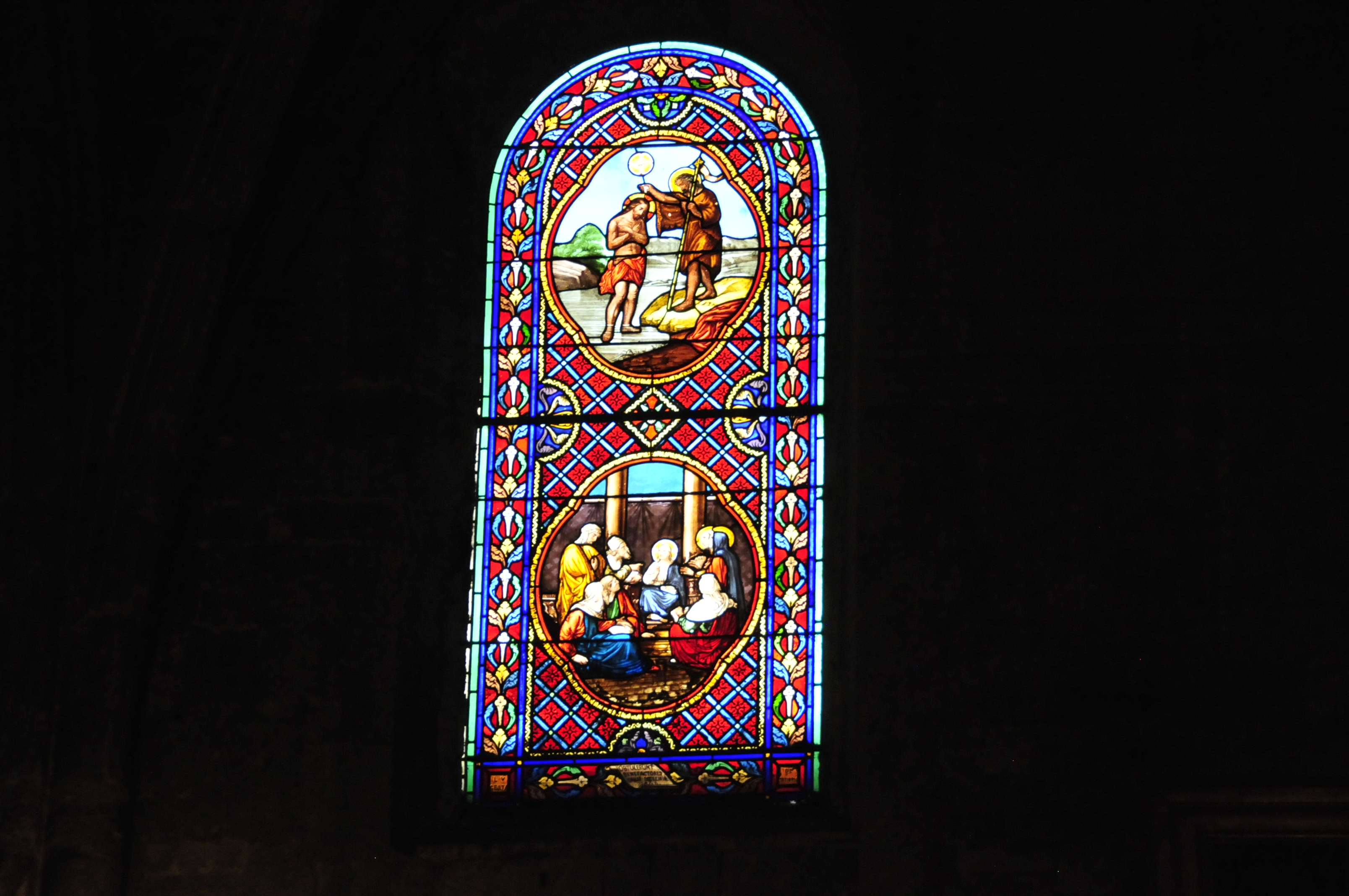
Glasfenster
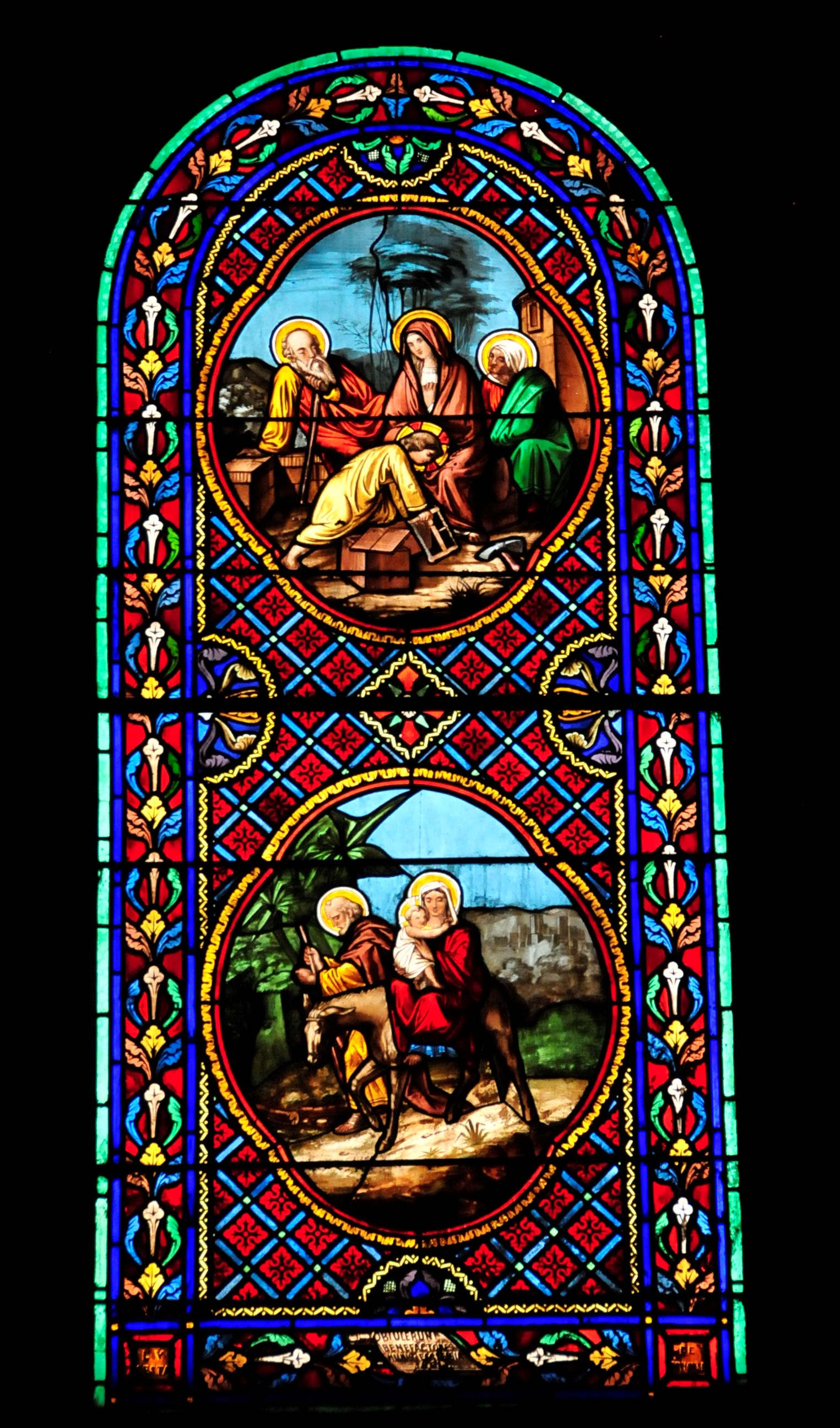
Glasfenster
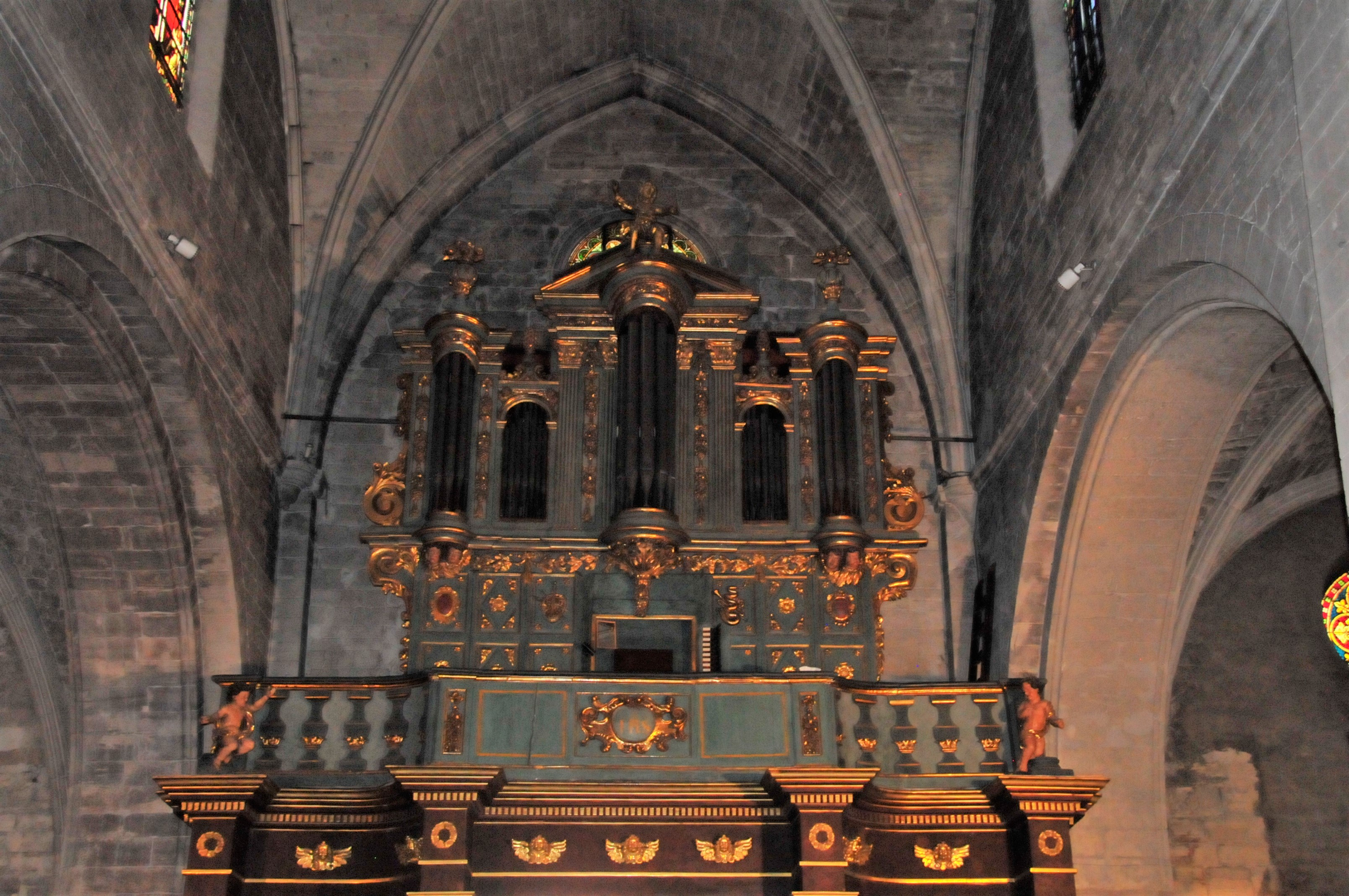
Orgel
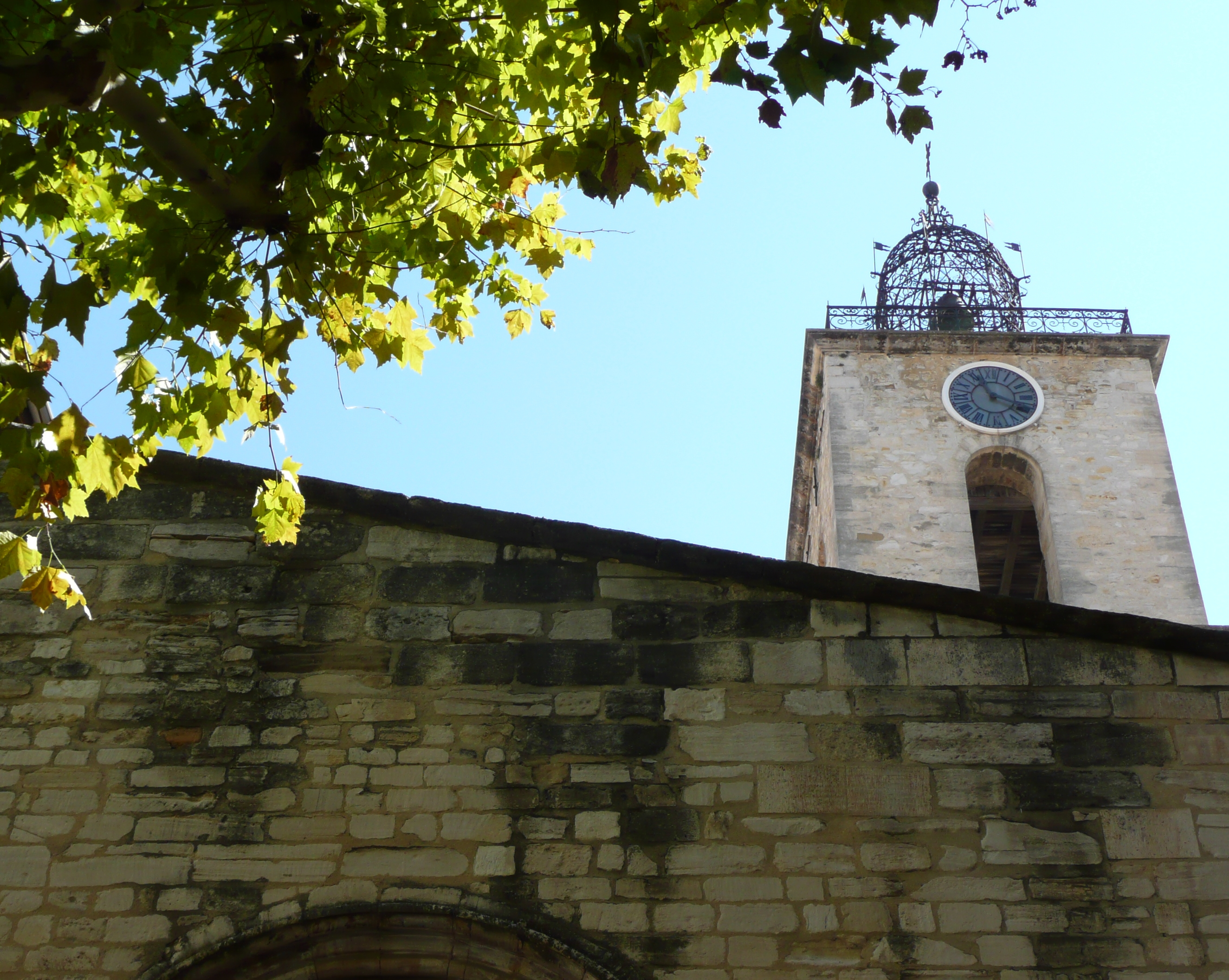
Kirchturm mit Spitze
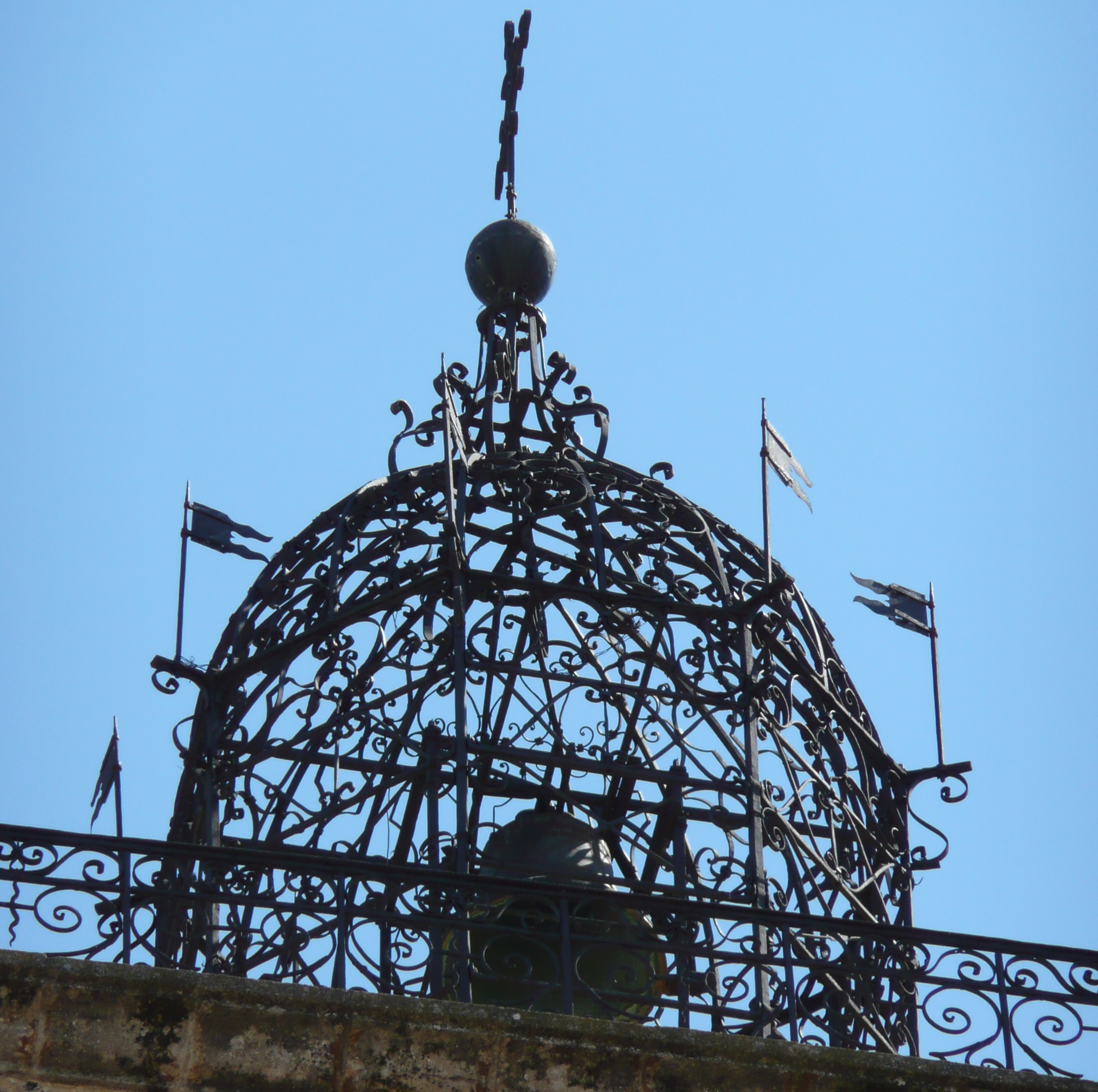
Kirchturmspitze

### Gebäude
- Das spätere Wohnhaus des Schriftstellers Jean Giono, Lou Paraïs, befindet sich in der Montée des Vraies Richesses (Lage →). Seine Jugend verbrachte er in der Stadtmitte, 14, rue Grande, bis zu seiner Hochzeit im Jahre 1920. Im Erdgeschoss befand sich der Betrieb seiner Mutter, einer Büglerin, und im 3. Stock die Schuhmacher-Werkstatt seines Vaters. In vielen seiner Schriften beschrieb Giono das Haus seiner Jugend mit viel „Zärtlichkeit“.[3]

„Zu dritt: Mein Vater, meine Mutter und ich, wir hatten alles, was wir brauchten: ein riesiges Haus (Grand Rue Nr. 14) mit mehr als 12 Zimmern, jedes groß genug, darin zu reiten; die Decken höher als die Nacht. Wir waren frei wie die Luft. Aber! Gut aufgepasst! Es war ein erbärmliches Haus: Die Fußbodenbretter rollten wie Schiffsplanken. […] Das Dach war durchlöchert wie ein Sieb. Es regnete in mein Bett.“

- Hôtel de Gassaud: In diesem schönen Haus im späten Provence-Renaissance-Stil, das lange der Familie Gassaud gehörte, erhielt der zukünftige hervorragende Redner des Dritten Standes, Mirabeau, die königliche Verbannungsurkunde ins Exil wegen seines zügellosen Lebensstils. (Lage →)
- Hôtel de Ville (Rathaus): Dieses Gebäude in der Stadtmitte am nach ihm benannten Platz wurde im Jahre 1770 durch die Stadt dem Anwalt der Stadtverwaltung von Aix-en-Provence abgekauft und ersetzte das vorherige Rathaus neben der Kirche Saint-Saveur, in dem die Stadträte seit 1397 Rat hielten. Im Inneren des Rathauses steht eine Büste, die dem Bildhauer Pierre Puget zugeschrieben wird und Gerhard Sasso darstellt. Zudem sieht man einige Aquarelle von Louis Denis-Valvérane.
- Maison Paraïs (Centre Jean Giono): Dieses Hôtel particulier an der Boulevard Elemir Bourges von 1886 baute und gehörte dem damaligen Bürgermeister Jean de Raffin (1742–1826). Seit 1992 ist darin ein Kulturzentrum untergebracht, das nicht nur an das literarische Erbe des Schriftstellers erinnert.

### Durance-Brücke
Südöstlich der Stadt liegt die Brücke von Manosque, die über die Durance führt.

## Anekdote
Bei einem Besuch François I. in Manosque 1516 hatte ihm die Tochter des Konsuls die Schlüssel der Stadt zu übergeben. Die Aufmerksamkeit des Prinzen ruhte auf ihr und alarmierte ihre Schamhaftigkeit. Unter dem Vorwand, ihren Teint aufzufrischen, verschwand sie und hielt ihr Gesicht in Schwefeldämpfe. Der König war so gerührt, dass er der jungen Frau und ihrer Familie seine Gunst und Freiheiten gewährte. Seitdem hat Manosque den Beinamen „Die Schamhafte“.

## Städtepartnerschaften
- Leinfelden-Echterdingen (Deutschland), seit 1973
- Voghera (Italien)

## Persönlichkeiten
- Marc-Antoine Laugier (1713–1769), Jesuit, Historiker, Architekturtheoretiker
- Adolphe Blanc (1828–1885), Komponist
- Élémir Bourges (1852–1925), Autor
- Jean Giono (1895–1970), Schriftsteller
- Pierre Magnan (1922–2012), Schriftsteller
- Philip Szanyiel (* 1960), Basketballspieler
- Jean-Michel Bayle (* 1969), Motorradrennfahrer
- Hafsia Herzi (* 1987), Schauspielerin
- Tom Louchet (* 2003), französisch-algerischer Fußballspieler